# Somló István (színművész, 1946–2012)
Somló István (Kaposvár, 1946. november 19. – 2012. november 13.) magyar színművész, a Miskolci Nemzeti Színház örökös tagja, Somló Ferenc színművész fia.

## Életpályája
Középiskolai tanulmányait a miskolci Földes Ferenc Gimnáziumban végezte. 1966-ban szerződött a Miskolci Nemzeti Színházhoz. A társulatnak negyvenhat éven át volt a tagja. Számos műfajban játszott, így a drámákon túl vígjátékokban, musicalekben, sőt még gyermekdarabokban is. Az utolsó szerepe Buldeó volt A dzsungel könyve című musicalben.

## Emlékezete
Emlékére (Csetneki-) Juhász Balázs írt költeményt.

## Főbb szerepei
- Benvolio (Shakespeare: Rómeó és Júlia)
- Hortensio (Shakespeare: Makrancos hölgy),
- Fabio (Shakespeare:  Vízkereszt, vagy amit akartok)
- Buldeó (A dzsungel könyve című musicalben; ez volt az utolsó szerepe).
- Rosencrantz (Shakespeare: Hamlet)
- Vackor mesterember (Shakespeare: Szentivánéji álom)
- Spielberg (Schiller: Haramiák)
- Anton szvinyin (Dohányon vett kapitány)
- Mercurius (Peter Hacks: Amphytrion)
- Madárijesztő (Baum: Óz, a nagy varázsló)
- Rendőrkapitány (Molnár Ferenc: Liliom)
- Le Bret (Rostand: Cyrano de Bergerac)
- Tigris (Millne: Micimackó)
- Henker százados (Hubay Miklós: Egy szerelem három éjszakája)
- Regnier (Kardos G. György – Victor Máté: Villon és a többiek)
- Lucky (Becket: Godot-ra várva)
- Rauscher bíboros (Lévay Szilveszter: Elisabeth)
- MacVedel (Muszty – Dobay: MacVedel, a kalózkísértet)
- Vitéz László (Weöres Sándor: Holdbeli csónakos)
- Ken (Neil Simon: Pletykák)
- Scapin (Molière: Scapin furfangjai)
- Brighella (Gozzi: A Szarvaskirály)
- Galiba (Schwajda György: Lúdas Matyi)
- Tanár (Dürrenmatt: Az öreg hölgy látogatása)
- White (Steinbeck: Egerek és emberek)
- Ferdinánd főherceg (Kálmán Imre: Csárdáskirálynő)
- Király (Tömöry – Korcsmáros-Horváth: Csizmás kandúr)
- Szvetozár (Rákos Péter – Bornai Tibor: A mumus)
- Dunyhás (Dobozy Imre – Korognai Károly: A tizedes meg a többiek)
- Brasett, szolga (Brandon Thomas – Aldobolyi Nagy György – Szenes Iván: Charley nénje)
- Meggyesorrú (Collodi – Litvai Nelli: Pinokkió)
- Franz, Inas (H. Lindsay – R. Crouse – R. Rodgers – O. Hammerstein: A muzsika hangja)
- Lokáltulajdonos, I. rendőr (Szüle Mihály – Walter László – Harmath Imre: Egy bolond százat csinál)

## Díjai, elismerései
- Miskolci nívódíj (1993)
- Déryné-gyűrű (2007)